# Josef Klingsbigl
Josef Viktor Fidelius Klingsbigl (* 26. Januar 1857 in Wien; † 4. Dezember 1934 ebenda) war ein österreichischer Architekt.

## Leben
Josef Klingsbigl war ein Sohn des Unterlehrers Fidelius Klingsbigl und der Anna Maria Julia Sezurek. Er studierte von 1874 bis 1879 am Polytechnischen Institut bzw. der Technischen Hochschule Wien. Ein Jahr lang besuchte er offenbar auch die Akademie der Bildenden Künste in Wien. Nach Beendigung seiner Ausbildung arbeitete er beim Stadtbauamt in Wien. 1897 wurde er Ober-Ingenieur, 1900 Bauinspektor bei Bauten der Kommune Wien. 1903 wurde er Baurat, 1912 Oberbaurat. Um 1920 trat er als Städtischer Oberbaurat in den Ruhestand; danach war er jedoch noch gerichtlich beeideter Bausachverständiger und Schätzmeister im Baufach. Seit 1885 gehörte er dem Österreichischen Ingenieur- und Architektenverein an.
Aus der Ehe mit Barbara Adelheit Keller gingen drei Töchter und ein Sohn hervor. Klingsbigl wurde auf dem Wiener Zentralfriedhof bestattet.

## Bauten
Etwa ab der Jahrhundertwende übernahm Klingsbigl die Bauleitung beim Neubau von Betriebsbahnhöfen und Markthallen.
Darunter waren die Halle II des Betriebsbahnhofs Währing in Wien 18, Kreuzgasse 72–76, und die östliche Halle auf demselben Grundstück, die 1905 folgte.
Auch das erste städtische Krankenhaus Wiens in der Wolkersbergenstraße 1 in Lainz wurde bis 1913 unter Klingsbigls Bauleitung nach Plänen des Architekten Johann Nepomuk Scheiringer errichtet. An der Planung war Primararzt Ludwig Linsmayer beteiligt. Für den Bau dieses Kaiser-Jubiläums-Spitals der Gemeinde Wien, das aus vier um einen Hof angeordneten neoklassizistischen Gebäudekomplexen bestand, wurde Klingsbigl 1913 zusammen mit Scheiringer mit dem Ritterkreuz des Franz-Joseph-Ordens ausgezeichnet.
Ferner war er 1899 an der Errichtung der Neuen Fleischhalle in Wien 3 beteiligt und hatte wahrscheinlich die Planung und Oberbauleitung der Zentralfischmarktanlage in Wien 1 inne, die 1903 bis 1904 errichtet wurde. 1904 bis 1906 war er mit dem Bau der Viktualienhalle in Wien 3, die 1976 abgerissen wurde, beschäftigt. Die Hallenbauten wurden meist aus Rohziegeln gemauert und wiesen einfache historisierende Formen auf.
Zu Klingsbigls Werken gehörte ferner das Wiener Zentral-Pferdeschlachthaus, das 1908 in Wien 10/11 errichtet wurde.

## Bilder

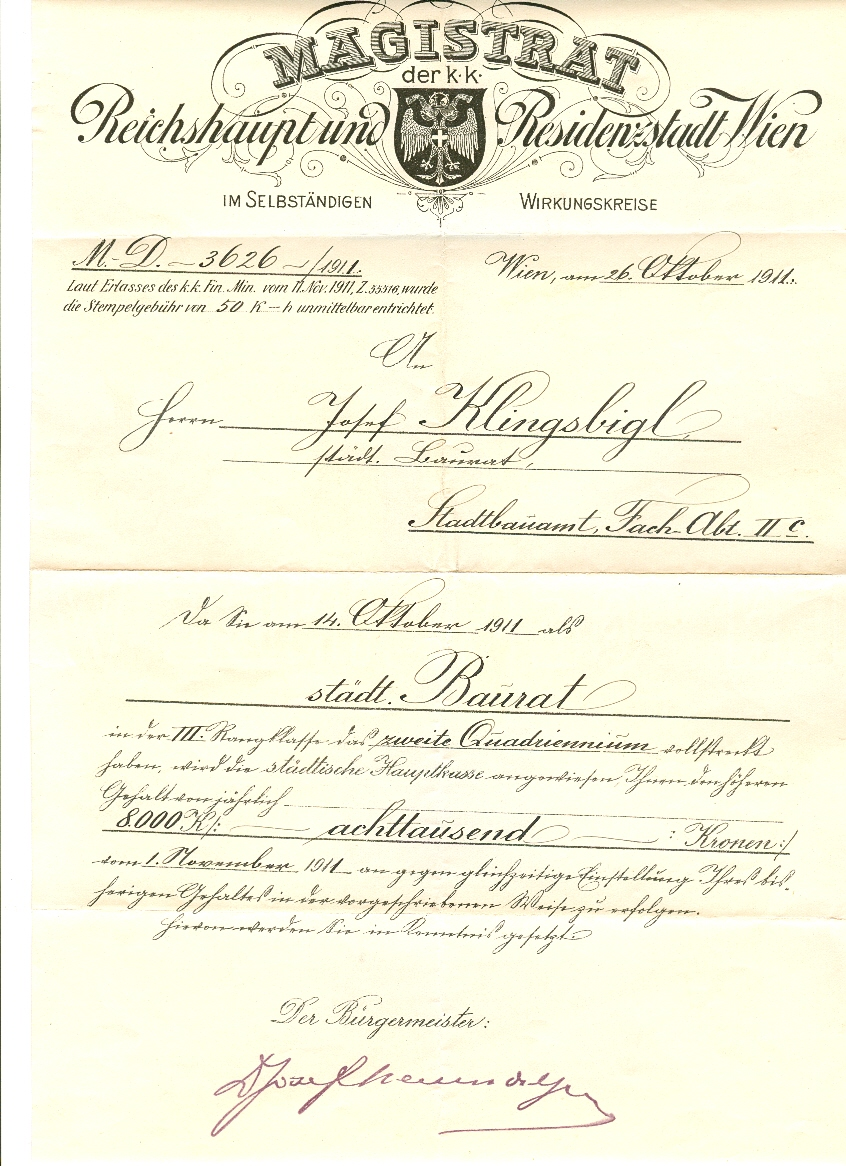
Schreiben Josef Neumayers über das Aufrücken in eine neue Besoldungsgruppe
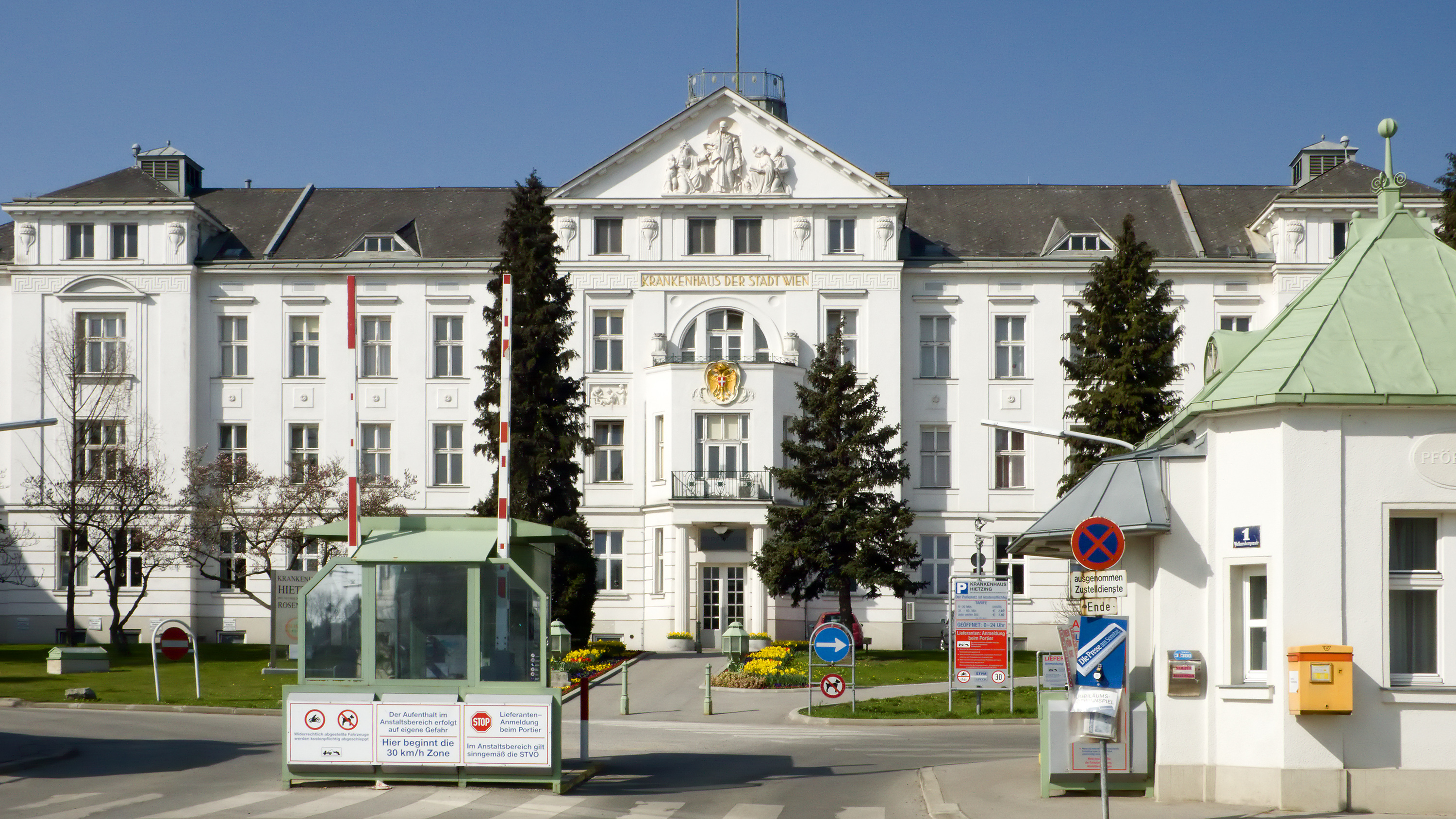
Das Krankenhaus in Lainz

## Veröffentlichungen
- Das Kaiser-Jubiläums-Spital der Stadt Wien im XIII. Bezirke (Lainz), 1911